# Chrobaczy
Chrobaczy (Stołówka) – potok, prawobrzeżny dopływ Brennicy o długości 3,23 km i powierzchni zlewni 4,92 km².
Potok płynie w Beskidzie Śląskim na terenie administracyjnym Brennej. Jego źródła znajdują się na wysokości ok. 770 m, na południowych stokach Błatniej, w lesie, tuż poniżej dolnego skraju szczytowych polan na Błatniej. Spływa w kierunku południowym bardzo głęboką i wąską dolinką, która rozdziela grzbiet Bukowego Gronia (na wschodzie) od południowego ramienia Wielkiej Cisowej (na zachodzie). Uchodzi do Brennicy na wysokości ok. 430 m n.p.m., nieco powyżej centrum Brennej, na wprost wylotu doliny Hołcyny.
Nazwę "Chrobaczi" (w odniesieniu do potoku), pochodzącą od "chrobaków" (robaków), notowano już w 1621 r. Nazwa przysiółka "Chrobaczy" pojawiła się w zapisach w 1657 r. Łąka niejakiego Szczepanka "w Chrobaczim" wzmiankowana była w 1823 r.
Na potoku znajduje się ujęcie wody do celów komunalnych. Woda z potoku pobierana jest przez Spółkę Wodną „Brenna Chrobaczy Centrum”.